# 유럽회의주의
유럽회의주의(歐洲懷疑主義, 영어: Euroskepticism, Euroscepticism, Euroskepticism, EU-scepticism)은 유럽 연합으로 대표되는 유럽의 통합과정에 대하여 반발하는 이념이나 사상을 일컫는 말이다. 원래는 영국에서 유럽경제공동체(EEC)에 가맹하는 것에 대해 찬성했던 노동당과 보수당의 내부에서도 회의적이었던 부류들을 일컫는 말이었다. 그 후 유럽회의주의의 지칭 범위는 확대되어, 유럽연합(EU) 그 자체와 그 정책, 유로화의 도입, 장래에 지향되는 초국가, 연방제, 국가연합 등의 형태의 범유럽적인 통합체의 설립, 이행 등 전반적인 부분에 대해서 회의론과 비판론을 견지하고 있다. 크게 유럽 연합의 해체나 자국의 탈퇴를 주장하는 강성 유럽회의주의(Hard Euroscepticism)와 유럽 연방화나 국익에 상충하는 일부 정책에만 반대하는 등의 연성 유럽회의주의(Soft Euroscepticism)로 나뉜다.
유럽회의주의, 즉 Euroskepticism이라는 단어는, 다른 유럽 언어에도 외래어 혹은 번역차용 같은 형태로 들어와, 독일어에서는 Europaskepsis라는 단어가 사용되고 있다. EU회의론 등으로 불리기도 한다.
유럽회의주의는 국민국가, 국가주권 등의 개념과 관련짓는 경우가 있어, 전형적인 경우로 로마조약 전문에 있는 "한없이 연합체에 가까운(ever closer union)"이라는 표현을 주권침해로 여기기도 한다. 그러나 유럽회의주의는 이데올로기로서는 충분히 정의가 되어있지 않은데다, 회의론자들 또한 유럽에 대한 전망과, 그 전망과 현실의 차를 느끼는 정도에 따라 여러 부류가 있다. 유럽의 연합체에 대한 다른 형태를 모색하는 사람도 있는 한편, 유럽의 통치과정을 전환하고자 하는 사람, 거주하는 나라를 유럽연합으로부터 탈퇴시키려 하는 사람, 유럽연합 자체를 완전히 해체시키려는 사람 등, 유럽회의론자들은 각자 여러 가지 목표를 가지고 있다. 또, 유럽연합의 정치가 관료적이며 비민주적이라 여기는 사람도 있어, 그 때문에 해체라고 하는 수단이 아니라 유럽연합 내부에서 그 구조를 바꿔나가야 한다는 사람도 있다.

## 유럽회의주의를 주장하는 정당 및 정치인
유럽회의주의는 주로 국가의 주권을 중시하는 민족주의, 국가주의 정당들에서 논의되는 경우가 많다. 국민전선과 영국 독립당, 독일을 위한 대안, 피데스 같은 대표적인 유럽회의주의 정당들은 대부분 자국 우선주의와 민족주의를 최우선 가치로 삼는다. 민족주의와 국수주의의 특성상, 유럽회의주의 정당은 극우 정당 혹은 우파 정당에 몰려있으나 영국 노동당의 제러미 코빈과 불복하는 프랑스처럼 일부 좌파 세력 중에서도 유럽연합 해체를 주장하는 분파가 있다. 유럽의 좌파-유럽회의주의자들은 무조건적인 다문화주의 반대가 아닌 대안세계화를 주장하기 때문에 극우정당에서 주장하는 유럽회의주의와는 차이가 있다.
대표적인 유럽통합주의자로 프랑스 대통령인 에마뉘엘 마크롱이 꼽힌다면, 대표적인 유럽회의주의자는 영국의 정치인인 나이절 패라지, 국민전선 대표인 마린 르펜, 그리고 헝가리 총리인 오르반 빅토르가 꼽힌다. 이 중 오르반 빅토르는 유럽연합이 두 개의 세력으로 나뉘어있다면서, 난민 문제에 온건한 유럽 통합주의자인 마크롱과, 난민문제에 강경하고 유럽 회의주의자인 자신이라고 주장하기도 하였다. 실제 유럽회의주의자는 난민에 부정적인 경우가 거의 대부분이다. 오르반 빅토르 같은 중앙유럽 유럽회의주의자는 2015년 난민 위기 이후 유럽의 난민정책에 반대하며 유럽연합에 적극적으로 반대하는 길로 나아갔다.
유럽회의주의를 주장하는 유명한 정당을 나열하면 이렇다.
- 독일을 위한 대안
- 불복하는 프랑스, 국민전선
- 북부동맹,  이탈리아의 형제들
- 영국 독립당, 보수당, 노동당 일부
- 자유당
- 법과 정의
- 피데스
- 스웨덴 민주당

## 같이 보기
- 친유럽주의
- 유럽 난민 위기
- 유럽 연합 탈퇴